# Solennité des saints Pierre et Paul
La Solennité des saints Pierre et Paul, ou fête des saints Pierre et Paul, est une fête liturgique célébrée le 29 juin en l'honneur du martyre des saints Pierre et Paul.

## Église catholique
Selon le calendrier catholique des saints, elle est célébrée comme une solennité. Dans le calendrier romain général de 1962, elle est définie comme une fête de première classe. 
En Angleterre et au Pays de Galles, elle est fêtée comme une journée de précepte, ce qui n'est pas le cas aux États-Unis et au Canada. À Malte, c'est un jour férié.
Dans la tradition catholique, c'est le jour de l'année liturgique où les métropolitains nouvellement créés, reçoivent des mains du pape le pallium, symbole principal de leur titre. Depuis le 29 janvier 2015, le pape François décide que ce n'est plus le pape qui imposera le pallium sur le nouvel archevêque métropolitain, mais le nonce apostolique dans la cathédrale de l'archevêque. Les nouveaux archevêques continueront par contre à se rendre le 29 juin à Rome pour assister dans la basilique Saint-Pierre à la bénédiction des nouveaux pallium et recevoir en privé des mains du pape François le pallium pour se le voir imposer par la suite.

## Églises orientales et orthodoxes
Pour les orthodoxes ainsi que les chrétiens orientaux, cette fête marque aussi la fin du jeûne des apôtres. Il est considéré comme un jour pendant lequel les chrétiens doivent assister à une veillée nocturne ou aux Vêpres, ainsi qu'à la Divine Liturgie. 
Dans la tradition orthodoxe russe, le miracle de Macaire d'Ounja aurait eu lieu pendant le jeûne des Apôtres et de la fête des saints Pierre et Paul qui l'a suivie.

## Œcuménisme
Au cours des dernières décennies, cette fête, ainsi que celle de Saint André, est importante pour le mouvement œcuménique moderne. C'est une occasion pendant laquelle le pape et le patriarche de Constantinople officient pour l'intercommunion et la proximité de leurs Églises. Ce fut particulièrement le cas lors du pontificat du pape Jean-Paul II, tel que reflété dans son encyclique Ut Unum Sint. De même qu'en 2008, le pape Benoît XVI invite le patriarche Bartholomée Ier de Constantinople lors de la cérémonie d'ouverture de l'année paulinienne.

## Jour férié
La Solennité est fériée dans les régions et pays suivants :
- Canton du Tessin, de Lucerne et des Grisons en Suisse ;
- Rome ;
- Malte ;
- Chili ;
- Perou

## Liens Externes
- Saints Pierre et Paul, fêtés le 29 juin | Liturgie & Sacrements
- 29 juin 2012 : Solennité des saints Pierre et Paul | Homélie du Pape Benoît XVI
- Saints Pierre et Paul : deux martyrs, une solennité - Vatican News